# Martin Boddey
Albert Martin Boddey, auch Maurice Boddey, (* 16. April 1907 in Stirling, Schottland, Vereinigtes Königreich; † 24. Oktober 1975 in London, England, Vereinigtes Königreich) war ein britischer Schauspieler.
Er war Gründungsmitglied der Wohltätigkeitsorganisation Lord’s Taverners. Boddey begann mit knapp 40 Jahren mit der Schauspielerei und verkörperte oft gereizte Autoritätspersonen wie Polizisten oder Richter.
Boddey war ab 1934 mit Joyce Mary Case verheiratet.

## Filmographie (Auswahl)
- 1948: A Song for Tomorrow
- 1949: Der dritte Mann (The Third Man)
- 1949: Landfall
- 1950: The Twenty Questions Murder Mystery
- 1950: Achtung! Kairo… Opiumschmuggler (Cairo Road)
- 1950: Staatsgeheimnis (State Secret)
- 1950: Das Tanzende Wien (The Dancing Years)
- 1950: Eine Stadt hält den Atem an (Seven Days to Noon)
- 1950: Frau im Netz (Cage of Gold)
- 1951: The Franchise Affair
- 1951: The Adventurers
- 1951: Wer zuletzt lacht (Laughter in Paradise)
- 1951: Cloudburst
- 1951: Wölfe in der Nacht (Valley of Eagles)
- 1951: Appointment with Venus
- 1951: Der wunderbare Flimmerkasten (The Magic Box)
- 1952: Venetian Bird
- 1952: Treffpunkt Moskau (Top Secret)
- 1953: Folly to Be Wise
- 1953: Sailor of the King
- 1953: Die blonde Spionin (Park Plaza 605)
- 1953: Gefahr für Barbara (Personal Affair)
- 1953: Rob Roy, the Highland Rogue
- 1954: Face the Music
- 1954: Aber, Herr Doktor… (Doctor in the House)
- 1954: Verbotene Fracht (Forbidden Cargo)
- 1954: Seagulls Over Sorrento
- 1954: Mad About Men
- 1954: Svengali
- 1955: Fabian von Scotland Yard (Fabian of the Yard, Fernsehserie, 4 Folgen)
- 1955: Up to His Neck
- 1955: Secret Venture
- 1956: Der eiserne Unterrock (The Iron Petticoat)
- 1956: The Last Man to Hang?
- 1956: Eyewitness
- 1956: The Silken Affair
- 1956: You Can’t Escape
- 1957: There’s Always a Thursday
- 1957: Onkel George und seine Mörder (How to Murder a Rich Uncle)
- 1957: Es begann, als sie nein sagte (These Dangerous Years)
- 1957: Der Mann im Schatten (Man in the Shadow)
- 1957: Die Nächte der Würgerin (Cat Girl)
- 1957: Not Wanted on Voyage
- 1958: The Duke Wore Jeans
- 1958: Keine Zeit zu sterben (No Time to Die)
- 1958: Indiskret (Indiscreet)
- 1958: Kopf hoch – Brust raus! (Carry On Sergeant)
- 1958: Postlagernd Westminster (Chain of Events)
- 1958: HAL hält durch (The Adventures of Hal 5)
- 1958: I Only Arsked!
- 1958: Der Spion mit den zwei Gesichtern (The Two-Headed Spy)
- 1958: The Square Peg
- 1959: Ein Whiskey zuviel (Violent Moment)
- 1959: 41 Grad Liebe (Carry On Nurse)
- 1959: Idol on Parade
- 1959: Zur Hölle mit Sydney (The Siege of Pinchgut)
- 1959: Junger Mann aus gutem Haus (I’m All Right Jack)
- 1959: Rivalen unter heißer Sonne (Killers of Kilimanjaro)
- 1960: Moment of Danger
- 1960: Zu heiß zum Anfassen (Too Hot to Handle)
- 1960: Oscar Wilde
- 1960: Sands of the Desert
- 1960: A Circle of Deception
- 1961: Ein Mann geht seinen Weg (The Naked Edge)
- 1961: The Kitchen
- 1963: The Wrong Arm of the Law
- 1963: Alibi des Todes (Girl in the Headlines)
- 1963: The Man Who Finally Died
- 1966: Ein Mann zu jeder Jahreszeit (A Man for All Seasons)
- 1967: Mephisto '68 (Bedazzled)
- 1970: The Rise and Rise of Michael Rimmer
- 1972: Geschichten aus der Gruft (Tales from the Crypt)
- 1973: Das Grab der lebenden Puppen (Dark Places)
- 1973: Der Frosch (Psychomania)
- 1975: Wie man sein Leben lebt (The Naked Civil Servant)